# Piantón

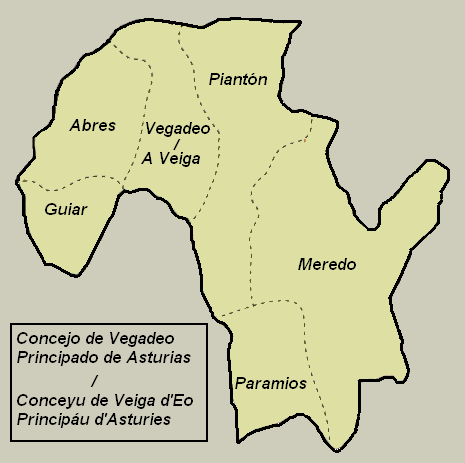
Concejo de Vegadeo.

Piantón es una parroquia del concejo de Vegadeo, en Asturias. La capital de dicho concejo, con el nombre de Vega de Ribadeo, perteneció hasta mediados del siglo XIX al "lugar" de Piantón.

## Historia

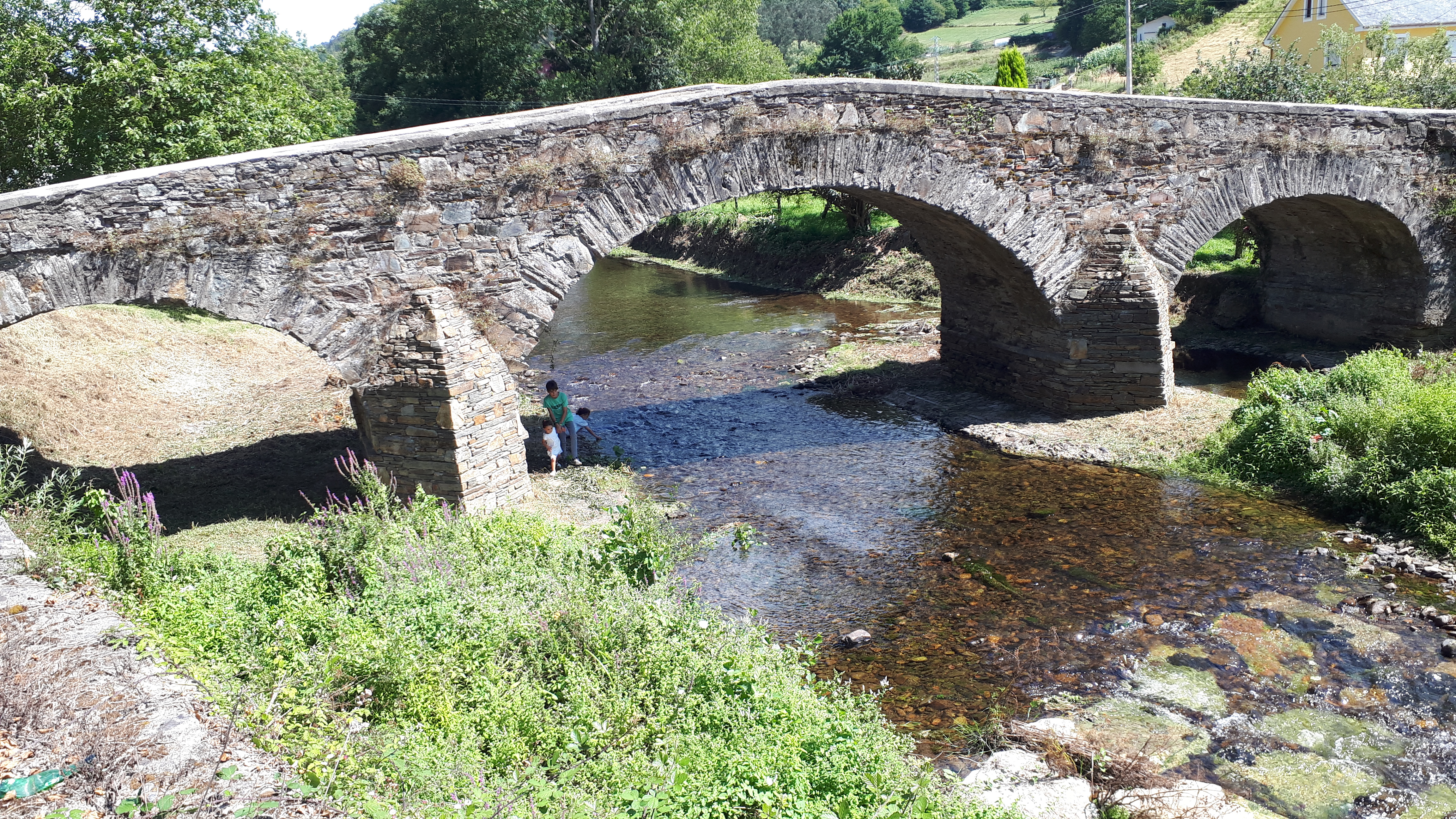
Puente medieval sobre el río Suarón.

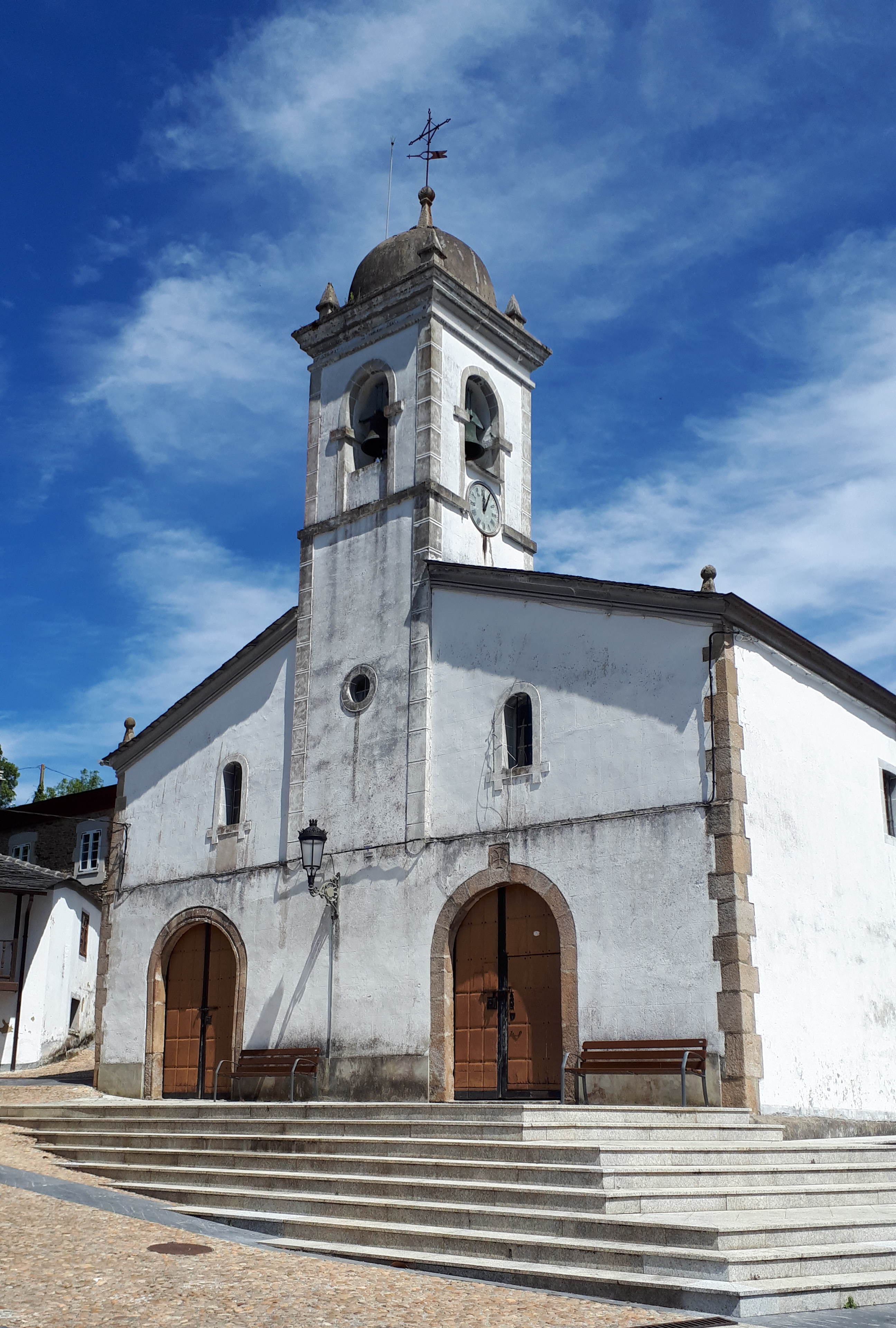
Iglesia de San Esteban.

En esta parroquia se encontró la estela prerromana de Nícer -Príncipe de los Albiones- en “A Corredoira”, existiendo un Castro sin excavar en sus inmediaciones. Vinculándose el nombre de Piantón a su posible origen romano. 
En el año 1026, el Conde Piniolus Xemeni y su esposa la comitissa Ildoncia Munionis (fundadores del monasterio de Corias), adquieren la propiedad de la mitad de la Ueiga de Meredo, situada entre los ríos Puronia y Suarone, También aparece citado en esa fecha el Castro de Suaron y la dotación al monasterio de San Martín de Mantares, entre otros bienes, de las villas de Amandi y Uesedo sitas “in Porzune super flumen Suarone” (Fol 54r Libro Registro de Corias).
El 15 de julio del año 1079, Inderquina Gartiaz, en cumplimiento del testamento de su marido Martinus Ueremudiz, da a la Iglesia de Oviedo y a su obispo Arias, los monasterios de San Andrés de Espinereda, San Esteban de Piantón y San Miguel de Luerces, con otras iglesias y bienes diversos. (Fol. 86vº ...Concedo adhuc alium monasterium inter Ouem et Purziam, Sancti Stephani de Priantono, et fuit ipso monasterio de supradictus pater meus...)
A partir de esta fecha no aparece en el L. Testamentorum, otra mención al monasterio de San Esteban de Piantón, aunque por otras fuentes sabemos que a mediados del siglo XII pertenecía a la familia de Fernando Pelagii, que dona cuatro quintas partes del mismo a Santa María de Lapedo, para ser poblado por monjes “benitos”. (Colección diplomática del monasterio de Belmonte, n.14, pp.88-90 Cfr. A.C. Floriano).
Vuelve la tierra de Suaronem a aparecer citada en el año 1090, con motivo de un pleito que mantenía el conde tinetense Pedro Pelagii y el obispo Arias, en el que se ventilan los derechos de San salvador de Oviedo sobre determinados siervos del occidente astur y en torno al año 1137 se produce la donación de Alfonso VII, el Emperador, a la comunidad de ermitaños asentados, con toda probabilidad con anterioridad a esa fecha, en Villanueva de Oscos. Este monasterio tendrá durante años una estrecha vinculación administrativa con las tierras del Suarón, hasta que obtiene de Fernando II, en 1181, la concesión y el deslinde del coto jurisdiccional de Villanueva de Oscos.
El 2 de enero de 1154, en las Cortes celebradas en Salamanca, el rey Alfonso VII cedió al obispo Oviedo Martino II y a su Iglesia, entre otros bienes, el castillo del Suarón (...de illo castello de Sueirum quod est intre (sic) fluuium de Oue et fluuium de Nauia...) con todos sus términos, para acabar con el pleito que sostenía con el obispo de Lugo.
El 19 de enero de ese mismo año se celebró la avenencia entre el obispo de Oviedo, Martinus, y el obispo de Lugo, Iohannis, concediéndole a éste las tierras gallegas sobre las que tenía jurisdicción el de Oviedo, y a aquel “las terras et conceios de Ribadeo et de las Regueras”. (Fol 24rº - 25vº Regla Colorada). (Aclaración: al decir “Conceios de Ribadeo” se refiere a las tierras llamadas “Honor del Suarón” comprendidas entre el río Navia y el río Eo, que más tarde formaron parte del gran concejo de Castropol.)
El 15 de marzo del año 1298, en Roma, el obispo de Oviedo, Don Fernando, concedió poder y licencia para hacer “pobla” en Castropol, y para poner en ella jueces y otros oficiales, el 21 de septiembre del año 1300 el concejo jueces y alcaldes de la Pobla de Castropol, reconocen sus obligaciones para con el obispo y a continuación, el 21 de junio de 1313 se le concede a Castropol el Foro de Benavente, y se delimita exactamente su ubicación territorial. Antes, en el año 1307 se había procedido a repartir, las tierras en “mortuorios” y “quadriellas” y asignarlas entre los vecinos para que las poblaran en plazos fijados, salvo pena de perderlas.
Durante la guerra carlista el concejo de Boal fue invadido por tropas Carlistas: en 1836, entró en Boal un grupo guerrillero mandado por el cabecilla San Breixo, que al año siguiente fue detenido y fusilado en el cementerio de Piantón por una milicia formada en Boal.
El 21 de abril de 1834 por medio de Real Decreto se establecieron definitivamente los juzgados de primera instancia con jueces y promotores fiscales letrados. En esta ocasión se dividió Asturias en quince partidos: Oviedo, Gijón, Avilés, Grandas de Salime, Luarca, Pola de Laviana, Pravia, Villaviciosa, Belmonte, Cangas de Onís, Cangas de Tineo, Infiesto, Llanes, Pola de Lena y Vega de Ribadeo en Piantón.
En Piantón eran conocidas las hoy desaparecidas ferias de ganado, habiendo existido uniones de  artesanos, siendo muy elevado el porcentaje de población dedicado a los oficios en el siglo XIX en esta feligresía. Anteriormente en esta zona también fueron acogidos muchos herreros -"ferreiros"-, originarios de Vizcaya en su mayoría, que enriquecieron con la actividad de su oficio la comarca y concejos limítrofes.
Los vecinos se reunían y decidían en asamblea en torno a un árbol (roble) que existió en la plaza del pueblo hasta principios del siglo XX - el Carbayón de Piantón-, siendo conocido que los vecinos solían vitorearlo, vociferando “Viva el Carbayón de Piantón y A Paula” (campana principal de la torre de la iglesia).
También existen vestigios de haberse jugado a los bolos y “patefa”, en la plaza del pueblo. Juegos populares hoy desaparecidos.

## Monumentos
Del pueblo de Piantón destaca el palacio del Rego (siglo XVIII) y las celebraciones de la Semana Santa, cuyas imágenes fueron elaboradas por artesanos de la parroquia, siendo en su mayoría articuladas. Existen, además, diversas casas solariegas con escudos señoriales en dicha parroquia. También destaca en su entorno un puente de origen medieval que une las dos orillas del río Suarón, sirviendo de paso al "Camino de Santiago del norte" o Ruta Jacobea Primitiva en su senda costera.
La estructura actual de la Iglesia de San Esteban se levantó entre los siglos XVI y XVIII, y en ella lo más antiguo es la sacristía (1604). Lo más notable del templo es el variado conjunto de retablos barrocos que atesora. Dicha iglesia se encuentra vinculada a la Orden de Malta.
La sacristía referenciada destaca a su vez por la presencia de dos escudos heráldicos y lápida que describe la historia del monasterio de San Esteban y su conexión con familias de México del siglo XVI-XVII, y su devoción a La Virgen de Guadalupe.
Dentro de los términos territoriales de la parroquia se halla el santuario de San Román, de mucha devoción en la comarca.

## Fiestas
Se celebra en los meses de verano la fiesta en “Honor del Suarón” (demarcación territorial de época medieval) y un festival de música internacional.
La fiesta del patrón de la parroquia San Esteban de Piantón se celebra el 26 de diciembre.

## Pueblos de Piantón
- Beldedo
- Besedo
- Chao de Porzún
- Cobre (Piantón)
- Folgueiras
- La Corredoira
- Montouto
- Piantón
- Porzún
- Vega de Villar
- Viladelle
- Villameitide